# Gargantilla
Gargantilla (extremadurai nyelven La Gargantilla) település Spanyolországban, Cáceres tartományban. Gargantilla Segura de Toro, Aldeanueva del Camino, Hervás, Cabezuela del Valle és Navaconcejo községekkel határos. Lakosainak száma 364 fő (2024).

## Népesség
A település népessége az elmúlt években az alábbi módon változott:
| Lakosok száma | 484  | 456  | 450  | 440  | 432  | 423  | 403  | 389  | 374  | 364  |
|               | 2001 | 2004 | 2006 | 2009 | 2011 | 2014 | 2016 | 2019 | 2021 | 2024 |